# Gresham (Oregon)
Gresham is een plaats (city) in de Amerikaanse staat Oregon, en valt bestuurlijk gezien onder Multnomah County.

## Demografie
Bij de volkstelling in 2000 werd het aantal inwoners vastgesteld op 90.205. In 2006 is het aantal inwoners door het United States Census Bureau geschat op 97.105, een stijging van 6900 (7,6%).

## Geografie
Volgens het United States Census Bureau beslaat de plaats een oppervlakte van 57,6 km², waarvan 57,4 km² land en 0,2 km² water.

## Plaatsen in de nabije omgeving
De onderstaande figuur toont nabijgelegen plaatsen in een straal van 12 km rond Gresham.